# Müswangen

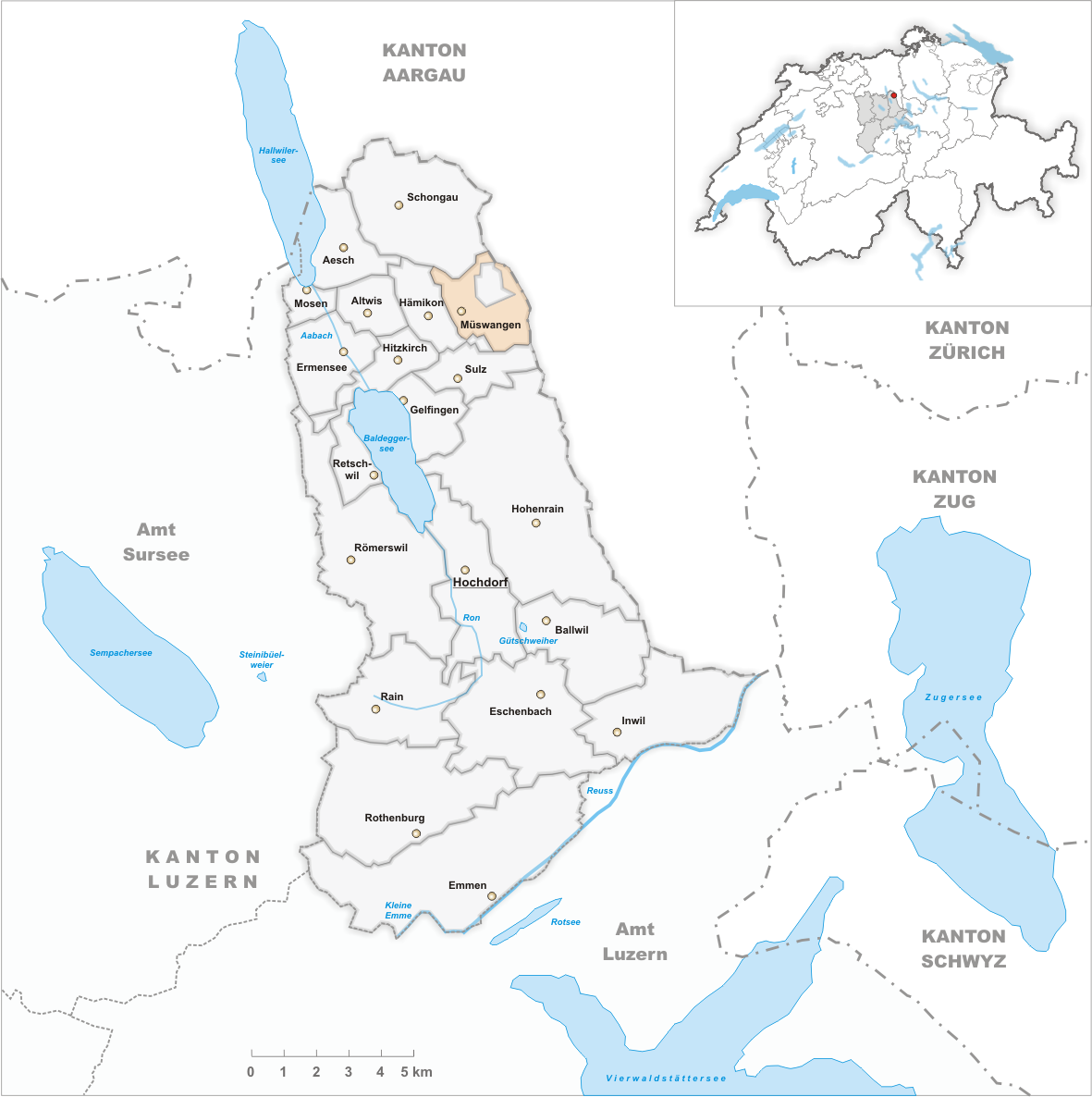
Gemeindestand vor der Fusion am 1. Januar 2009

Müswangen ist ein Dorf im Amt Hochdorf des Kantons Luzern in der Schweiz. 
Bis zum 31. Dezember 2008 war Müswangen eine politische Gemeinde. Per 1. Januar 2009 haben die Gemeinden Hitzkirch, Gelfingen, Hämikon, Mosen, Müswangen, Retschwil und Sulz zur neuen Gemeinde Hitzkirch fusioniert.

## Geographie
Müswangen liegt auf einer Hochterrasse am Westhang des Lindenbergs. Es war die am höchsten gelegene Gemeinde auf diesem aargauisch-luzernerischen Bergrücken. Das Ortszentrum von Müswangen mit der Pfarrkirche liegt 783 m ü. M. und wird vom Dorfbach durchflossen. Im Osten an der Grenze zum Kanton Aargau gibt es mehrere grössere Waldgebiete, nämlich den Weiebrunnewald, den Schlattwald, den Hinderwald und den Stöckwald. Der höchste Punkt auf Gemeindegebiet erreichte 878 m ü. M., der tiefste im Gitzitobel immerhin 660 m ü. M. 
Vom ehemaligen Gemeindeareal von 448 ha sind 70,8 % landwirtschaftliche Nutzfläche. Wald und Gehölz bedecken 24,1 % des Gemeindegebiets, und 4,9 % sind Siedlungsfläche.

## Nachbargemeinden
Müswangen grenzte an die aargauischen Gemeinden Geltwil und Buttwil im Osten und stiess auf seiner Westseite an die Luzerner Gemeinden Sulz, Hämikon und Schongau. Eine Besonderheit bildete eine vollständig von Müswanger Gebiet umschlossene Exklave von Hämikon.

## Bevölkerung

### Bevölkerungsentwicklung
| Bevölkerungsentwicklung | Bevölkerungsentwicklung |
| Jahr                    | Einwohner               |
| ----------------------- | ----------------------- |
| 1850                    | 442                     |
| 1910                    | 313                     |
| 1920                    | 325                     |
| 1950                    | 259                     |
| 1980                    | 217                     |
| 1990                    | 308                     |
| 2000                    | 439                     |
| 2004                    | 467                     |
| 2024                    | 570                     |

Die Landflucht von den ländlichen Gemeinden in die Industriezentren führte zwischen 1850 und 1910 zu einem starken Bevölkerungsrückgang (1850–1910: −29,2 %). Nach einem kleinen Bevölkerungsanstieg bis 1920 sank die Einwohnerschaft bis 1980 als Folge einer zweiten grossen Abwanderungswelle massiv (1920–1980: −33,2 %) und erreichte den Tiefpunkt. Dann setzte ein für die Gemeinde ungewöhnliches Wachstum ein, welches dazu führte, dass sich die Zahl der Bewohner mehr als verdoppelte (1980–2004: +115,2 %). Der Hauptgrund für das starke Wachstum liegt in der schönen Lage und gleichzeitigen Nähe zum regionalen Zentrum Hitzkirch.

### Sprachen
Die Bevölkerung benutzt als Alltagssprache eine hochalemannische Mundart. Bei der letzten Volkszählung im Jahr 2000 gaben 95,67 % Deutsch, 2,28 % Albanisch und 1,82 % Französisch als Hauptsprache an.

### Religionen – Konfessionen
Früher waren alle Bewohner Mitglied der Römisch-Katholischen Kirche. Durch Kirchenaustritte und Zuwanderung aus anderen Regionen der Schweiz und dem Ausland hat sich dies geändert. Heute (Stand 2000) sieht die religiöse Zusammensetzung der Bevölkerung wie folgt aus: Es gibt 70,39 % römisch-katholische und 19,95 % evangelisch-reformierte Christen. Daneben findet man 9,34 % Konfessionslose und 2,28 % Muslime. Bei den Muslimen handelt es sich um Albaner aus dem Kosovo.

### Herkunft – Nationalität
Von den 443 Einwohnern Ende 2006 waren 427 Schweizer und 16 (=3,6 %) Ausländer. Bei der letzten Volkszählung waren 91,57 % (einschliesslich Doppelbürger 94,76 %) Schweizer Staatsangehörige. Die Einwanderer kommen aus Deutschland, Serbien-Montenegro (Albaner), Österreich und Italien.

## Verkehr
Müswangen ist durch die Buslinie Hitzkirch–Müswangen durch den Öffentlichen Verkehr erschlossen. In Hitzkirch besteht Anschluss ans Bahnnetz (Linie Luzern–Lenzburg). Die Gemeinde liegt an der Strasse Hitzkirch–Muri AG. Es gibt 4 Autobahnanschlüsse, von denen man nach Müswangen gelangt. Nördlich Lenzburg A1, südlich Emmen A2, westlich Sursee A2, östlich Cham A14. Alle diese Anschlüsse sind mit dem PW in ca. 20–25 Minuten von Müswangen erreichbar.

## Tourismus
Die gute Aussicht vom Lindenberg hat Müswangen zu einem beliebten Naherholungsgebiet werden lassen. An schönen Tagen sieht man vom Säntis über die Churfirsten, die Glarner Alpen (Glärnisch und Tödi) sowie die Gipfel des Urnerlandes bis hin zu Eiger, Mönch und Jungfrau im Berner Oberland. Nach Norden hin kann man die Höhen des Schwarzwalds erkennen.

## Geschichte

Luftbild (1964)

Da die Überreste eines Gebäudes aus der Römerzeit und römische Münzen gefunden wurden, kann man annehmen, dass die Gemeinde bereits sehr früh besiedelt war. Die älteste erhaltene Erwähnung des Ortsnamens als Milizwaga datiert auf das Jahr 893. In einem Zinsverzeichnis der Zürcher Fraumünsterabtei wird der Ort um 950 Milezwanga genannt. Im Jahre 1266 werden die Güter von Müswangen dem Konvent des Klosters Oetenbach (ebenfalls in der Stadt Zürich) von den Herren von Heidegg übertragen. Da die Region den Habsburgern ergeben war, teilte sie die Geschicke des Aargaus. Im Jahr 1415 eroberten die Berner und Luzerner die Region. Die Gemeinde gehörte bis 1803 zu den Freien Ämtern und kam als Folge eines Landtauschs zum Kanton Luzern. Sie gehört seither zum Amt Hochdorf. 

## Ortsname
Die damalige Schreibweise Miswangen findet man sowohl 1275 wie auch im Habsburgischen Urbar von 1302/03. Mit Mäusen hat der Name Müswangen nichts zu tun, der erste Namensbestandteil wird als Eigenname Milo gedeutet.

## Sonstiges
Im 19. und 20. Jahrhundert wurde auf der Müswangener Allmend Torf gestochen. Im Februar 1945 stürzte bei Müswangen ein US-amerikanischer Bomber ab.
Traditionelle Familiennamen sind Affentranger, Bachmann, Bütler, Ehrsam, End, Heggli, Huwiler, Jenni, Jung, Kretz, Meier, Müller, Rastberger, Sattler, Steinbrunner, Suter und Wamister. 